# Talpó pirinenc
El talpó pirinenc (Microtus gerbii) és una espècie de mamífer rosegador de la família dels cricètids.

## Descripció
És un talpó de cos allargat, potes curtes i cap arrodonit. Els ulls són molt petits i les orelles queden amagades entre els pèls del cap. La cua equival a 1/3 de la longitud del cap més el cos.
Pelatge marró grogós o marró vermellós pel dors, i gris marronós pel ventre. La cua és bicolor, més fosca per la part superior que per la part inferior.
Dimensions corporals: cap + cos = 9,4 - 10,5 cm i cua = 2,7 - 3,4 cm.
Pes: 18 - 24 g.

## Hàbitat
És una espècie forestal que habita les clarianes i als marges dels boscos d'alta muntanya, on s'amaga entre la vegetació o les pedres.

## Costums
Si bé de costums bàsicament epigeus i possiblement diürn, és molt difícil de veure, a causa, sobretot, de la seva mida petita.

## Espècies semblants
En el talpó camperol, les orelles sobresurten clarament entre el pelatge.
El talpó comú té la cua d'un sol color.
El talpó muntanyenc té quatre parells de mamelles, i no dos com el pirinenc, i viu des de l'alta muntanya fins a les planes baixes.